# Maria Schnee (Dolní Dvořiště)

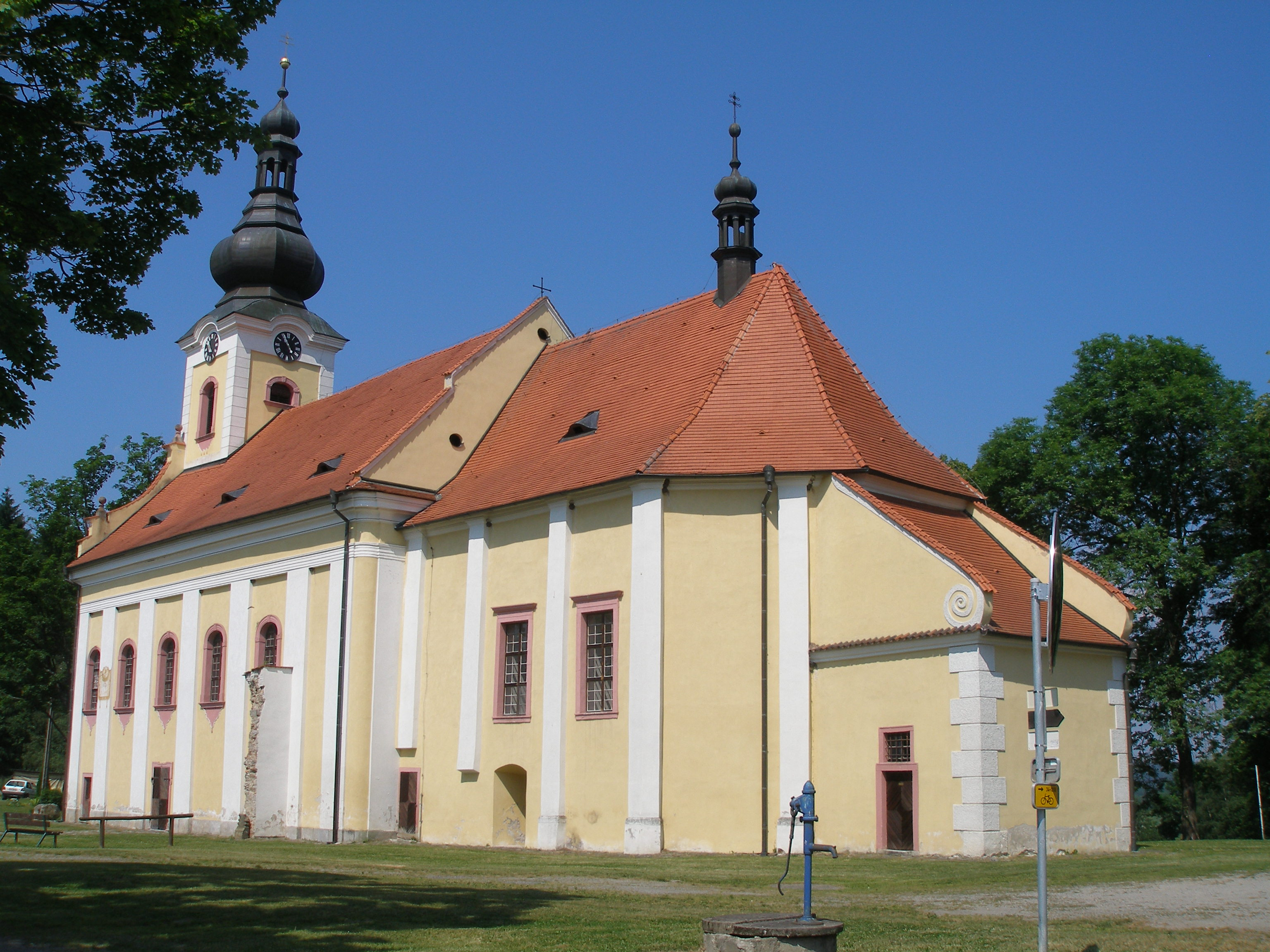
Maria Schnee beim Hl. Stein

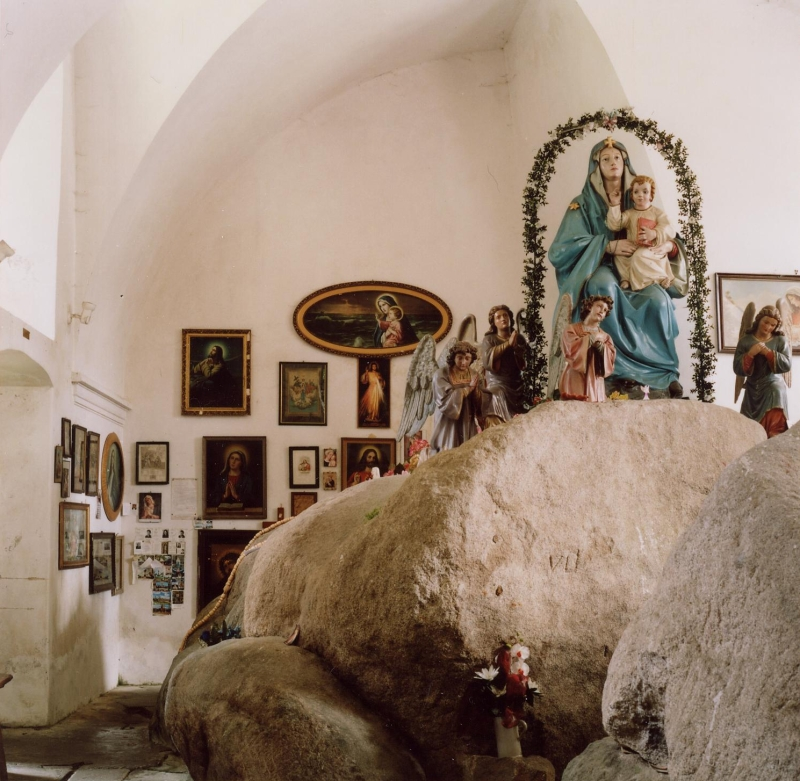
Der Heilige Stein bei Maria Schnee

Die Wallfahrtskirche Maria Schnee beim Heiligen Stein (tschechisch Svatý Kámen nad Malší) befindet sich südöstlich von Rychnov nad Malší (Reichenau an der Maltsch) rechts des Tales des Flüsschens Tichá in Tschechien. Die Kirche auf dem Großen Zwickelberg liegt auf dem Gebiet der Gemeinde Dolní Dvořiště (Unterhaid) nahe der österreichischen Grenze bei Leopoldschlag.

## Geschichte
Einer alten Legende zufolge kam die Madonna auf der Flucht bis in den Böhmerwald und rastete auf einem Granitfelsen. Der harte Stein schmiegte sich ihrem Leib an, was bis heute sichtbar ist: Steinerner Sessel mit Lehne und Fußschemel auf dem Großen Zwickelberg bei Unterhaid.
1653 ließ die Äbtissin Christina Pöperl vom Kloster der Klarissen aus Krumau über dem Steinernen Sessel die Kapelle zum Heiligen Stein erbauen, die ein beliebter Wallfahrtsort, aber bald zu klein wurde. Mit Unterstützung durch Anna Maria Fürstin von Eggenberg wurde sie durch die im Jahre 1701 fertiggestellte Wallfahrtskirche Maria Schnee (tschechisch:  Panna Marie Sněžná) ersetzt und östlich der Kirche ein Kloster angelegt. Über einer wundertätigen Quelle entstand 1709 eine Kapelle.
1907 erfolgte eine Renovierung des Gebäudekomplexes. Während der kommunistischen Herrschaft wurden 1950 das Kloster aufgehoben und die Klostergebäude abgerissen. Die Wallfahrtskirche wurde geschlossen und verfiel.
In den 1980er-Jahren wurde, da die Kirche von Österreich aus aufgrund des Eisernen Vorhangs nicht erreichbar war, die Wallfahrtskirche Maria Schnee am Hiltschnerberg in Leopoldschlag errichtet. Zwischen den beiden Maria-Schnee-Kirchen besteht Sichtkontakt.
Nach einer 1991 begonnenen Sanierung wird auch das alte Gotteshaus seit 1993 wieder als Wallfahrtskirche genutzt.